# Skela (Obrenovac)
Pour les articles homonymes, voir Skela.

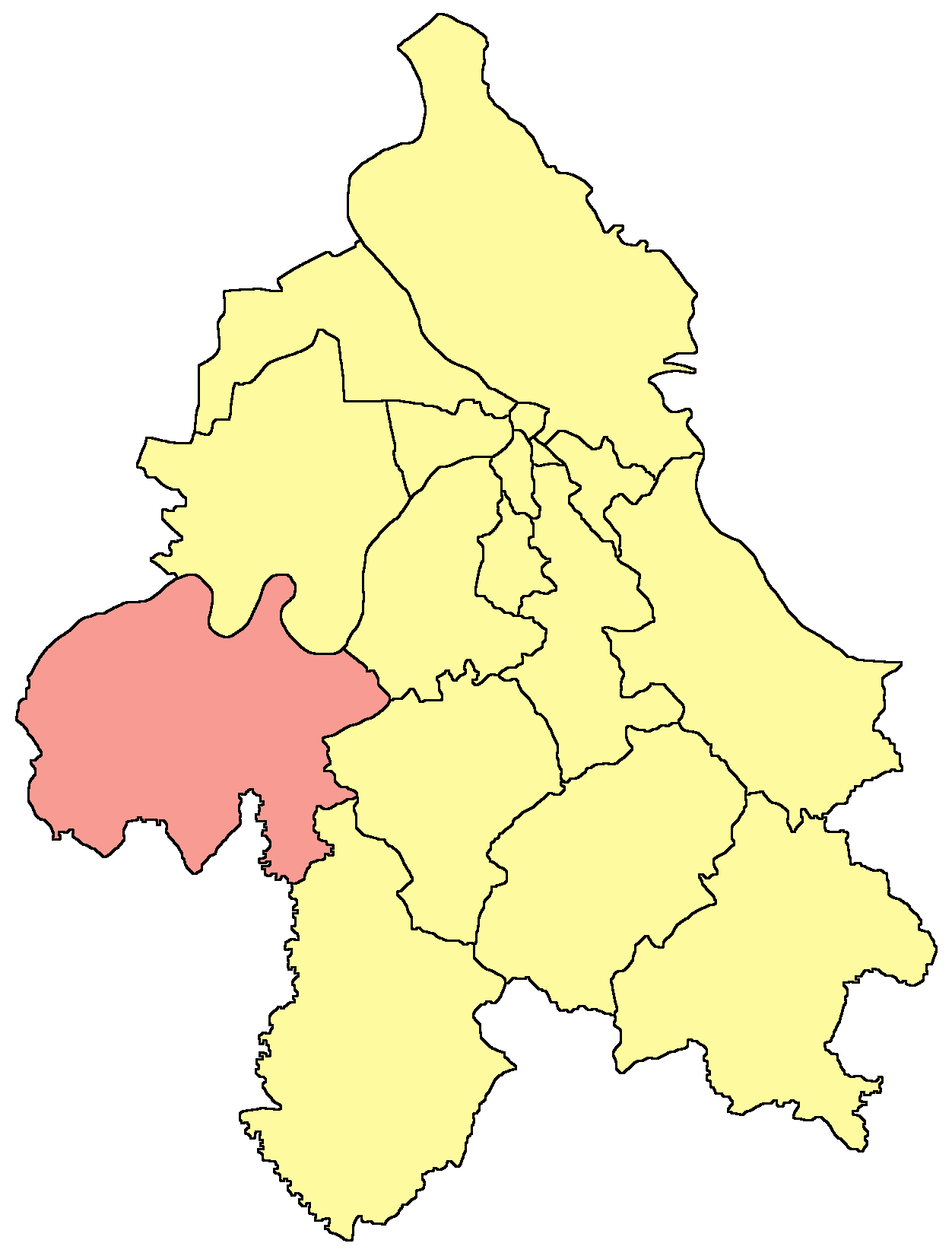
Localisation de la municipalité d'Obrenovac dans la Ville de Belgrade

Skela (en serbe cyrillique : Скела) est une localité de Serbie située dans la municipalité d’Obrenovac et sur le territoire de la Ville de Belgrade. Au recensement de 2011, elle comptait 1 824 habitants.
Skela est officiellement classée parmi les villages de Serbie.

## Histoire

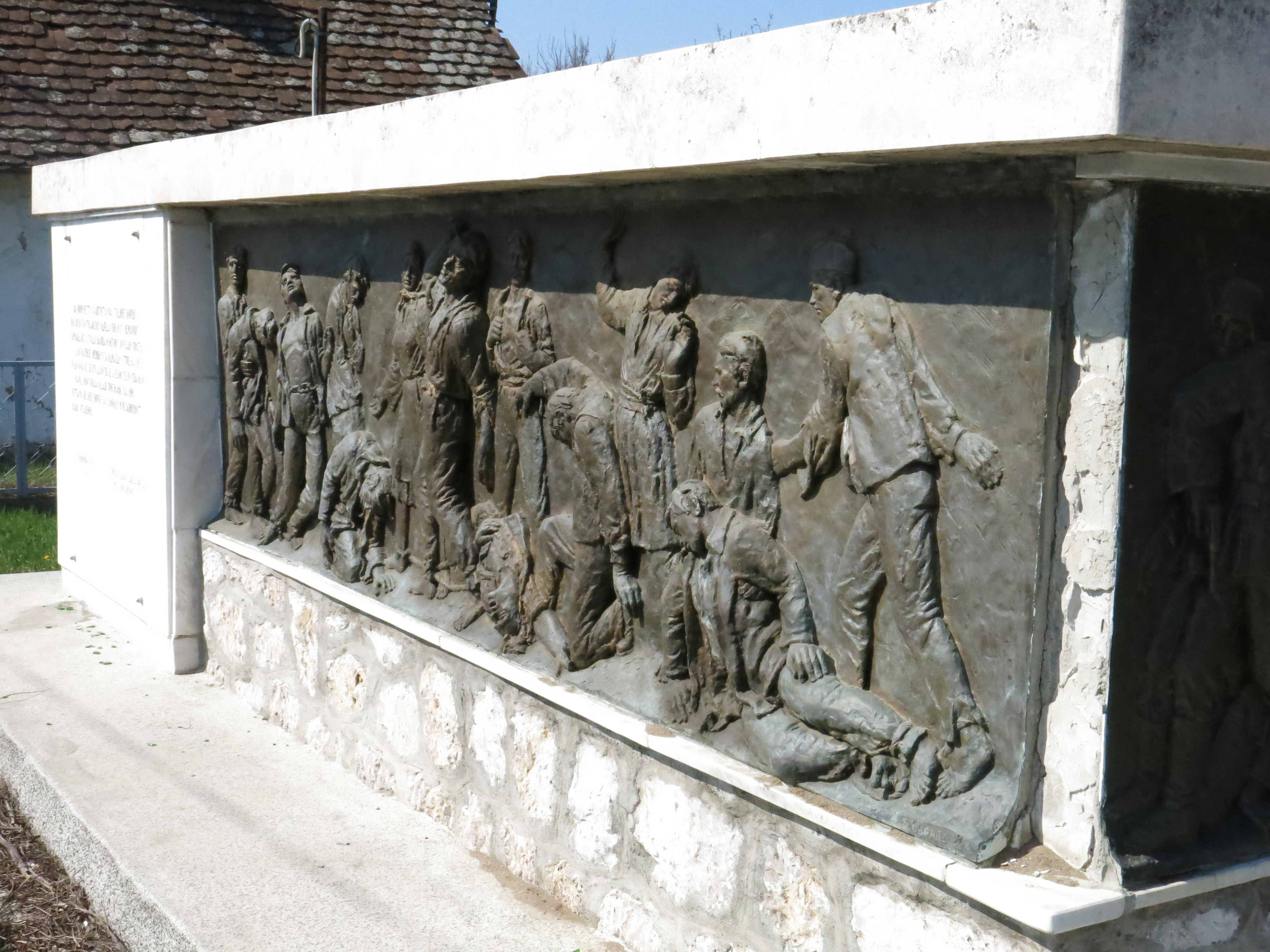
Le Monument aux otages exécutés

## Démographie

### Évolution historique de la population
| 1948  | 1953  | 1961  | 1971  | 1981  | 1991  | 2002  | 2011  |
| ----- | ----- | ----- | ----- | ----- | ----- | ----- | ----- |
| 2 005 | 2 064 | 1 896 | 1 853 | 1 912 | 1 902 | 1 855 | 1 824 |

|  |